# Szigetvári Dávid
Szigetvári Dávid (Kecel, 1984 –) operaénekes (tenor). Könnyű lírai tenorja (tenore leggero) leginkább barokk művekben érvényesül.

## Élete
A Weiner Leó Zeneművészeti Szakközépiskolában dr. Lax Éva énekes növendéke volt. A hangképzés mellett zeneszerzést és csembalózni is tanult. 2004 és ’09 között a Zeneakadémián Halmai Katalin tanítványa volt. Már az akadémiai évek alatt is rendszeresen szerepelt. 2006-ban kortárs művek előadásáért Artisjus-díjat kapott. 2008-ban énekelte először Bach Máté-passiójának Evangélistáját, amit a János-passióbeli párjával azóta is rendszeresen interpretál.
Világhírű „barokkspecialisták” (pl. Ton Koopman, Helmuth Rilling, Peter Schreier) mesterkurzusain képezte tovább magát. Sikerrel szerepelt hazai és külföldi énekversenyeken. 2010-ben különdíjat kapott az innsbrucki Cesti-versenyen, 2012-ben első helyezett volt a rangos lipcsei Bach-verseny ének kategóriájában.
Rendszeres közreműködője a Magyar Állami Operaház előadásainak, európai operaházak és fesztiválok produkcióinak (Bécs, Hamburg, Passau, Potsdam). 2013-ban beugrással debütált az Aix-en-Provence-i fesztiválon.
Vashegyi György oratóriumkoncertjeinek állandó énekese, de külföldön is rendszeresen szerepel hangversenyeken.
Jelenleg felváltva, Berlinben és Budapesten él.

## Szerepei
- Francesco Cavalli: Heléna — Tézeusz
- Monteverdi: Orfeusz — címszerep; Echo; 3. pásztor
- Monteverdi: Odüsszeusz hazatérése — Télemakhosz
- Monteverdi: Poppea megkoronázása — Valletto; Seneca tanítványa; Konzul
- Mozart: Don Juan — Don Ottavio
- Mozart: Così fan tutte — Ferrando
- Giovanni Alberto Ristori: Calandro — Alceste
- Stravinsky: A kéjenc útja — Sellem
- Vivaldi: Farnace — Aquilio

## Díjai, elismerései
- 2006 – Artisjus-díj
- 2012 – Junior Prima díj